# Гурдиция

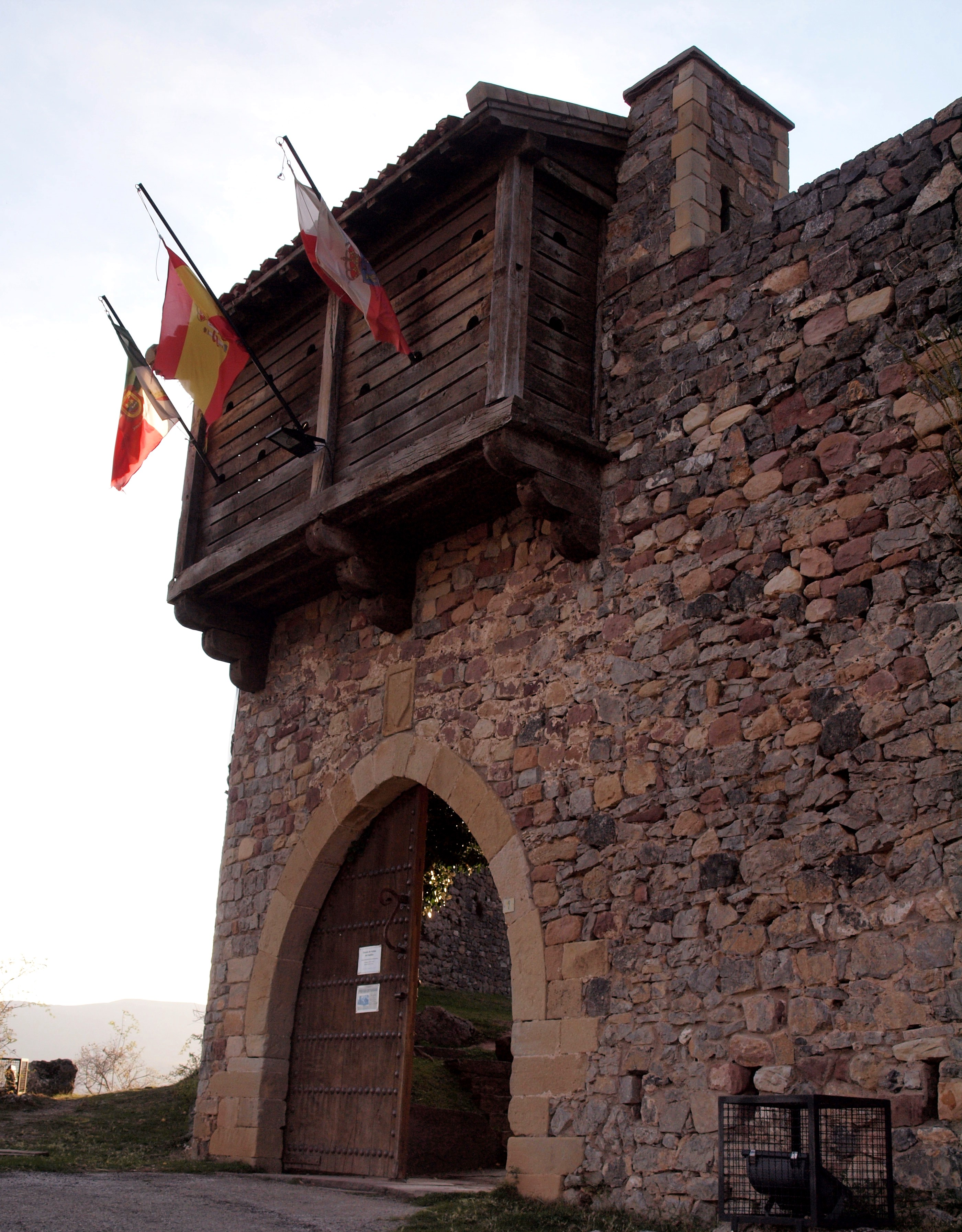
Реконструкция гурдиции в замке Кастильо де Аргуэсо в Испании

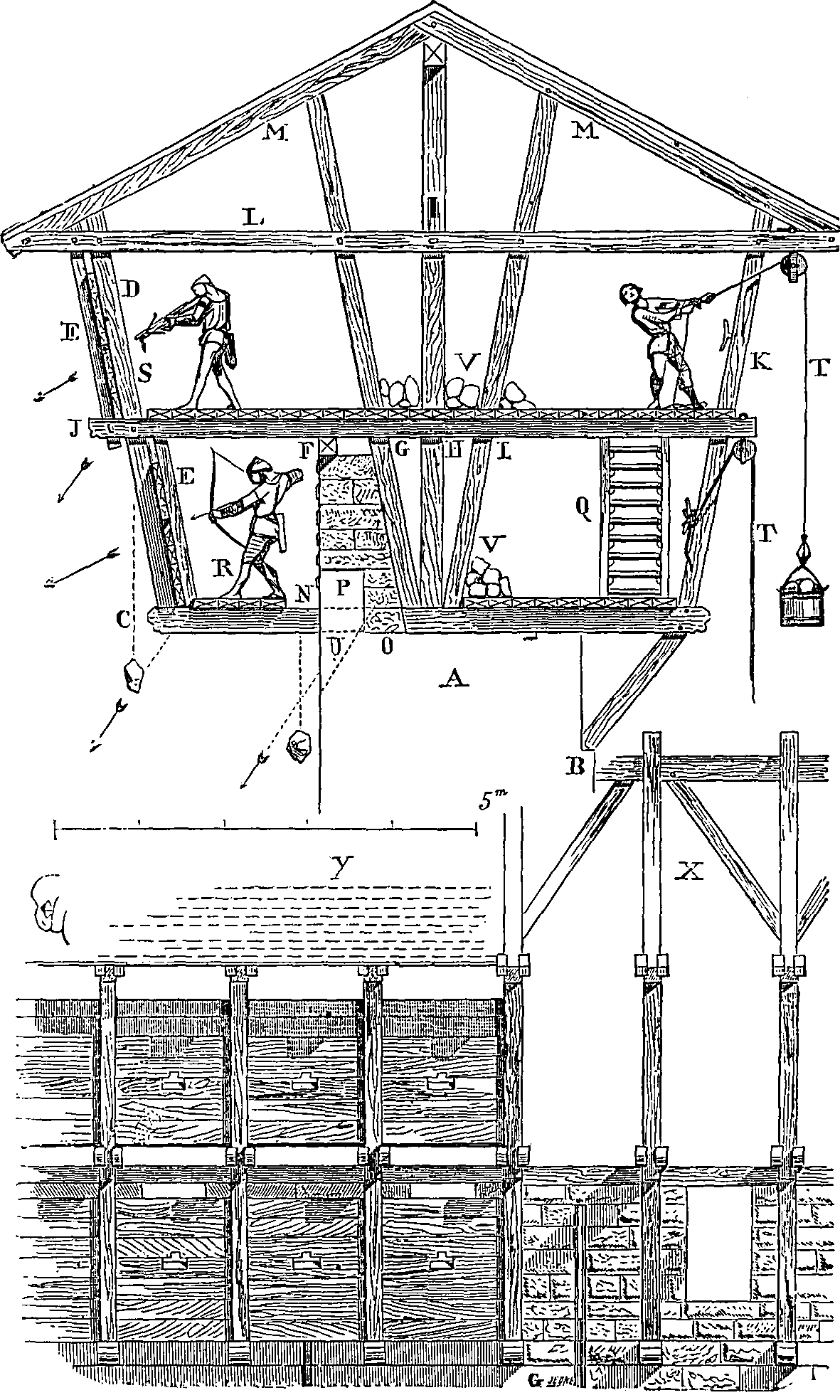
Типовой план гурдиции

Гурдиция — элемент верхних ярусов средневековых фортификаций.
Представляла собой крытую деревянную галерею, крепящуюся на ба́лках и вынесенную на внешнюю сторону оборонительной стены.
В её фасадной стене размещались бойницы для обстрела пространства перед оборонительной стеной, а отверстия в полу предназначались для вертикального обстрела основы стены, выливания на врагов горячей смолы, кипятка, бросания камней. Гурдиции невозможно было атаковать привычными штурмовыми лестницами. С XIV в. в каменных фортификациях их заменили машикулями.
Существует мнение, что в мирное время гурдиции хранились в виде готовых к сборке элементов конструкции. Иногда, для облегчения строительства гурдиций, использовались пальцы строительных лесов.
Некоторые средневековые гурдиции сохранились до наших дней, например, в донжоне замка Лаваль во Франции.